# Klemperer – Ein Leben in Deutschland
Klemperer – Ein Leben in Deutschland ist eine zwölfteilige deutsche Fernsehserie aus dem Jahr 1999. Sie entstand unter der Regie von Kai Wessel und Andreas Kleinert nach dem Drehbuch von Peter Steinbach. 
Die Serie behandelt in ihren zwölf aufeinander aufbauenden Teilen mit einer Gesamtspiellänge von 650 Minuten das Leben des Schriftstellers und Literaturwissenschaftlers Victor Klemperer während der Diktatur des Nationalsozialismus. Die Vorlage für das Drehbuch bildeten Klemperers erst in den 1990er Jahren posthum veröffentlichten Tagebücher, in denen er die zunehmende Ausgrenzung und Entrechtung der Juden unter dem NS-Regime als Alltagserfahrung am Beispiel seiner eigenen Person und seines persönlichen Umfelds dokumentierte.

## Handlung
Victor Klemperer, ein Deutscher jüdischer Abstammung, ist Professor an der Technischen Hochschule Dresden, doch mit der Machtübernahme Hitlers wird ihm verboten, weiterhin an der Hochschule zu lehren. Trotz der zunehmenden Repressalien versucht Klemperer sein Leben weiterzuführen. Mit seiner Frau zusammen hält er an seinem Traum von einem eigenen Haus fest. Aber nach und nach wird sein Besitz beschlagnahmt, und er muss in ein sogenanntes „Judenhaus“ ziehen. Klemperer beobachtet die Veränderungen durch den Einfluss der Nationalsozialisten in der deutschen Sprache. Seine Beobachtungen schreibt er in seinen Tagebüchern nieder. Victor Klemperer schafft es, zu überleben. Nach dem Krieg veröffentlicht er seine sprachlichen Beobachtungen.

## Hintergrund
Die Serie wurde vom MDR in Zusammenarbeit mit den Konken Studios sowie dem Studio Babelsberg hergestellt. Die Kosten der Produktion beliefen sich auf 20 Millionen DM. Gedreht wurde in Dresden und Prag. Die Handlung der Serie folgt den Tagebüchern Victor Klemperers, die für den Film vom Drehbuchautoren Peter Steinbach bearbeitet wurden. So wurde die Filmhandlung durch erfundene Episoden Steinbachs verändert.
Die Fernsehserie wurde von der FSK als „ab 12 Jahren“ eingestuft. Sie wurde erstmals 1999 im Ersten gesendet. Die ARD wollte mit der Serie ein Massenpublikum erreichen. Die Serie schaffte es jedoch nur auf 2,7 Millionen Fernsehzuschauer je Folge. Dennoch wurde die Fernsehproduktion seitdem wiederholt in Deutschland ausgestrahlt. Auch in Finnland wurde die Serie gesendet.
Im Jahr 2000 erhielt Dagmar Manzel für ihre schauspielerische Leistung in der Serie den Deutschen Fernsehpreis.
Auf DVD wurde die Serie 2010 veröffentlicht.

## Folgenindex
1. Hurra, ich lebe / Die Heiterkeit des Herzens (Doppelfolge)
2. Also bleibe ich
3. Liebe, Liebe über alles
4. Küss mich in der Kurve
5. Der gepflanzte Himmel
6. Hotel Aviv
7. Verdunkelung
8. Am Tag, als der Stern aufging
9. An die Welt, die wir hinter uns ließen
10. Glaube, Liebe, Lüge
11. Vor dem Weltuntergang
12. Allein auf der Welt

## Kritik
Nikolaus von Festenberg lobte die Verfilmung im Spiegel mit den Worten: Die Tagebücher des jüdischen Professors Victor Klemperer über seine Verfolgung durch die Nazis hat die ARD überzeugend in die Sprache des modernen Fernsehens übersetzt. […] Die zwölf Klemperer-Filme gehören zu den Sternstunden des Fernsehens […]
Doch in der Zeit kritisierte Andreas Kilb: Jenes „Zeugnis“, das der deutsche Jude Klemperer von seiner Not ablegen wollte […], wird bei Steinbach zur bloßen Teilansicht in einem bunten Bilderbogen aus Naziland. Indem er die Perspektive des allwissenden Erzählers einnimmt, betrügt uns Steinbach um die individuelle Wahrheit, die Stimme und den Blick des Tagebuchschreibers Klemperer. Diese Popularisierung wird zur Infamie, wenn Steinbach Klemperers Leben ausschmückt, um es genießbarer zu machen, etwa durch die Affäre des Professors mit einer blonden Exstudentin. Mit dem Druck der Quote sind solche Entstellungen nicht mehr zu rechtfertigen. Sie degradieren ein einzigartiges Dokument des Überlebens unter der Barbarei zu einem weiteren Kapitel in der langen Geschichte des Schunds. […] Diese Serie legt kein Zeugnis ab. Sie ist einfach nur schlecht.

## Medien
- DVD: Klemperer – Ein Leben in Deutschland – Pidax film media Ltd.
- Musik: Klemperer – Ein Leben in Deutschland – Wci